# Copa Antonio Peña
La Copa Antonio Peña es un torneo anual de lucha libre profesional celebrado por la promoción de lucha libre profesional AAA en su evento anual Héroes Inmortales. Se llevó a cabo por primera vez en Homenaje a Antonio Peña en 2007. En 2009, después fue renombrado como Héroes Inmortales.

## Historia
Antonio Peña murió el 5 de octubre de 2006 debido a un ataque cardíaco masivo. En los días siguientes a la muerte de Peña varias promociones de lucha libre en Japón con las que AAA había trabajado a lo largo de los años rindieron homenaje al promotor. La muerte de Peña dejó un vacío en AAA, él siempre había sido el hombre al mando y siempre tuvo la última palabra. En los años hasta su muerte, Peña había traído a su cuñado Joaquín Roldán y Dorian Roldán, hijo de Roldán, y les enseñó el negocio de dirigir una promoción de lucha libre.
Un año después, la empresa decidió rendir su aniversario cada año y anunciar su copa.

## Ganadores
| N.º | Evento                  | Ganador              | #            | Finalista            | Fecha                    | Ciudad                           | Lugar                                       | Notas  |
| --- | ----------------------- | -------------------- | ------------ | -------------------- | ------------------------ | -------------------------------- | ------------------------------------------- | ------ |
| 1   | Homenaje a Antonio Peña | Charly Manson        | 1            | Konnan               | 7 de octubre de 2007     | Naucalpan, Estado de México      | Toreo de Cuatro Caminos                     | [ 3 ]  |
| 2   | Homenaje a Antonio Peña | El Mesías            | 1            | Dark Cuervo          | 24 de octubre de 2008    | Veracruz, Veracruz               | Parque Deportivo Universitario "Beto Ávila" | [ 4 ]  |
| 3   | Héroes Inmortales III   | Cibernético          | 1            | Konan Big            | 26 de septiembre de 2009 | Monterrey, Nuevo León            | Arena Monterrey                             | [ 5 ]  |
| 4   | Héroes Inmortales IV    | Aero Star            | 1            | Chris Stone          | 1 de octubre de 2010     | Ciudad Madero, Tamaulipas        | Centro de Convenciones                      | [ 6 ]  |
| 5   | Héroes Inmortales V     | Electroshock         | 1            | L.A. Park            | 9 de octubre de 2011     | Monterrey, Nuevo León            | Arena Monterrey                             | [ 7 ]  |
| 6   | Héroes Inmortales VI    | Texano Jr. (anulado) | -            | El Mesías            | 7 de octubre de 2012     | San Luis Potosí, San Luis Potosí | Centro de Espectáculos de San Luis Potosí   | [ 8 ]  |
| 7   | Héroes Inmortales VII   | La Parka             | 1            | Hijo del Fantasma    | 18 de octubre de 2013    | Puebla, Puebla                   | Gimnasio Miguel Hidalgo                     |        |
| 8   | Héroes Inmortales VIII  | Myzteziz             | 1            | Pentagón Jr.         | 12 de octubre de 2014    | San Luis Potosí, San Luis Potosí | Domo de San Luis                            |        |
| 9   | Héroes Inmortales IX    | Taurus               | 1            | La Parka             | 4 de octubre de 2015     |                                  |                                             |        |
| 10  | Héroes Inmortales X     | Pimpinela Escarlata  | 1            | El Zorro             | 2 de octubre de 2016     | Monterrey, Nuevo León            | Arena Monterrey                             |        |
| 11  | Héroes Inmortales XI    | Hijo del Fantasma    | 1            | Johnny Mundo         | 1 de octubre de 2017     | San Luis Potosí, San Luis Potosí | El Domo de San Luis                         |        |
| 12  | Héroes Inmortales XII   | Pagano               | 1            | Hijo del Fantasma    | 28 de octubre de 2018    | Puebla, Puebla                   | Gimnasio Miguel Hidalgo                     |        |
| 13  | Héroes Inmortales XIII  | El Hijo del Vikingo  | 1            | Taurus               | 19 de octubre de 2019    | Orizaba, Veracruz                | Coliseo "La Concordia"                      | [ 9 ]  |
| 14  | Héroes Inmortales XIV   | Pimpinela Escarlata  | 2            | Mamba                | 9 de octubre de 2021     |                                  |                                             |        |
| 15  | Héroes Inmortales XV    | Chik Tormenta        | 1            | Lady Maravilla       | 1 de octubre de 2023     | Zapopán, Jalisco                 | Auditorio Benito Juárez                     | [ 10 ] |
| 16  | Héroes Inmortales XVI   | 2                    | Mini Vikingo | 6 de octubre de 2024 |                          |                                  |                                             |        |

## Datos generales
- San Luis Potosí y Monterrey, Nuevo León han sido sede de 3 eventos realizadas.
- Domo de San Luis  y Arena Monterrey son los lugares en tener 3 eventos consecutivas.
- El Homenaje a Antonio Peña (2007) que más tiempo duro fue el primero con 61:40 y el que menos tiempo duro fue el segundo con 17:41.
- La Parka es el luchador que más apariciones han tenido en este tipo de lucha con 8.
- Originalmente, El Texano Jr. había ganado la Copa, pero debido a que él ganó con trampa, el resultado quedó anulado.
- El único luchador extranjero que ganó la Copa fue El Mesías.
- Pimpinela Escarlata es el único luchador que más veces ha ganado el torneo tan solo dos ocasiones.
- Chik Tormenta es la única luchadora que más veces ha ganado el torneo tan solo dos ocasiones.
- Hasta la fecha, sólo se realizó Héroes Inmortales XI donde el Campeonato Latinoamericano de AAA estaba en juego tanto el Campeonato como la Copa Antonio Peña del evento. El primero fue en 2017 donde Johnny Mundo defendió su Campeonato Latinoamericano de AAA ante otros 17 luchadores (siendo también el primero en defender su título en este tipo de lucha).
- Lady Shani y Big Mami fueron las únicas luchadoras en participar en la Copa.
- La edición 2023 fue enteramente femenina.